# Streptocarpus gardenii
Streptocarpus gardenii är en tvåhjärtbladig växtart som beskrevs av William Jackson Hooker. Streptocarpus gardenii ingår i släktet Streptocarpus och familjen Gesneriaceae. Inga underarter finns listade i Catalogue of Life.

## Bildgalleri

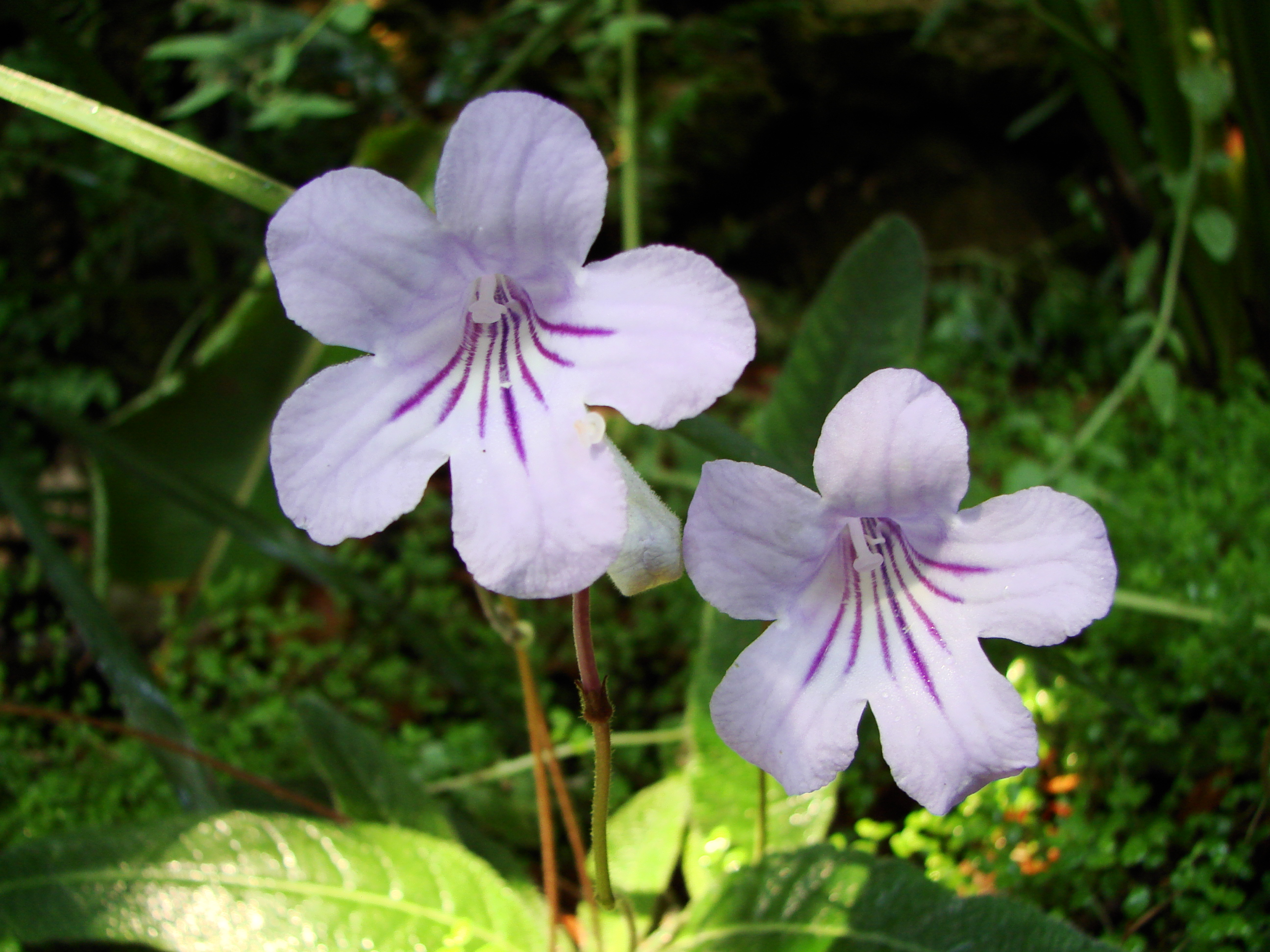
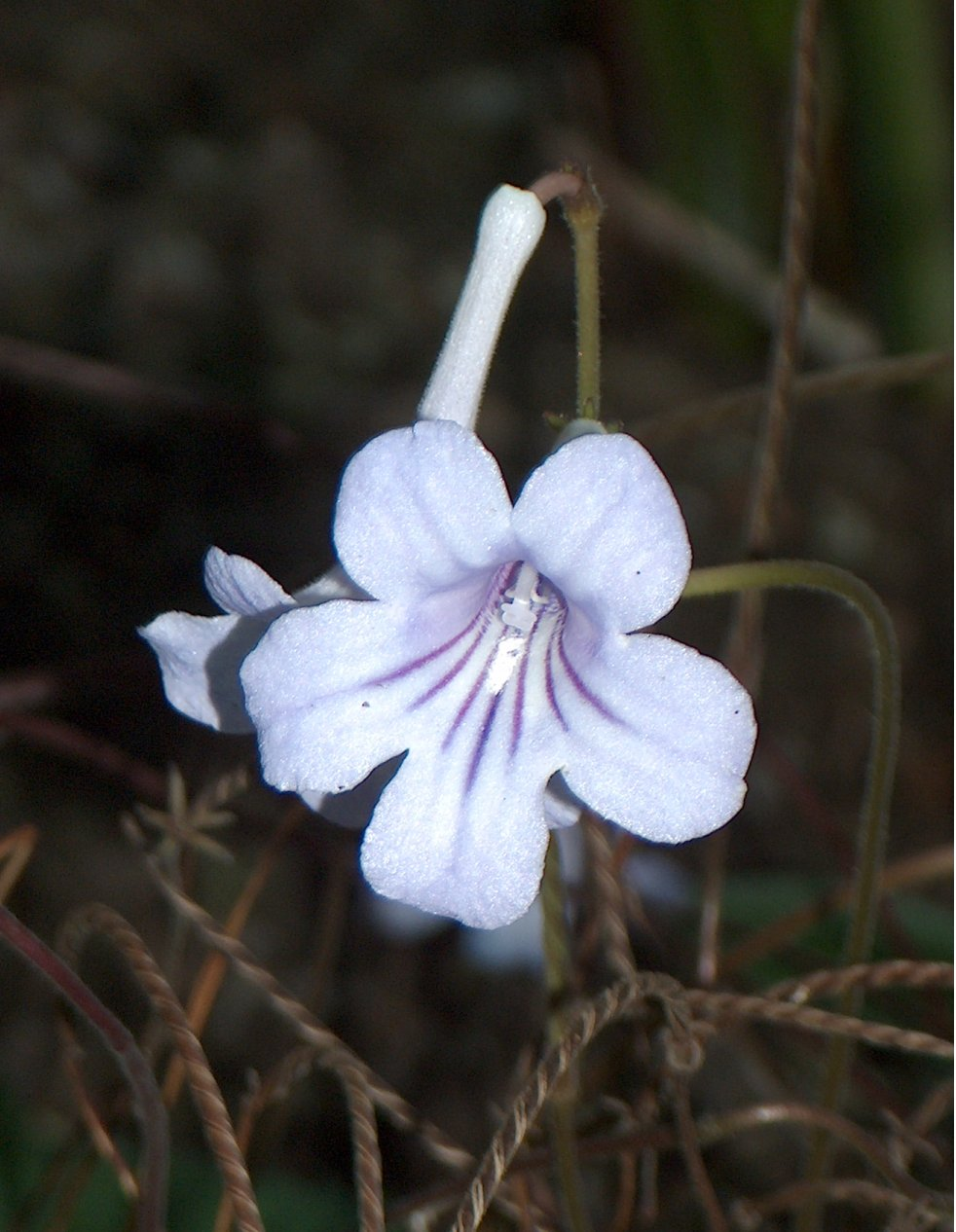
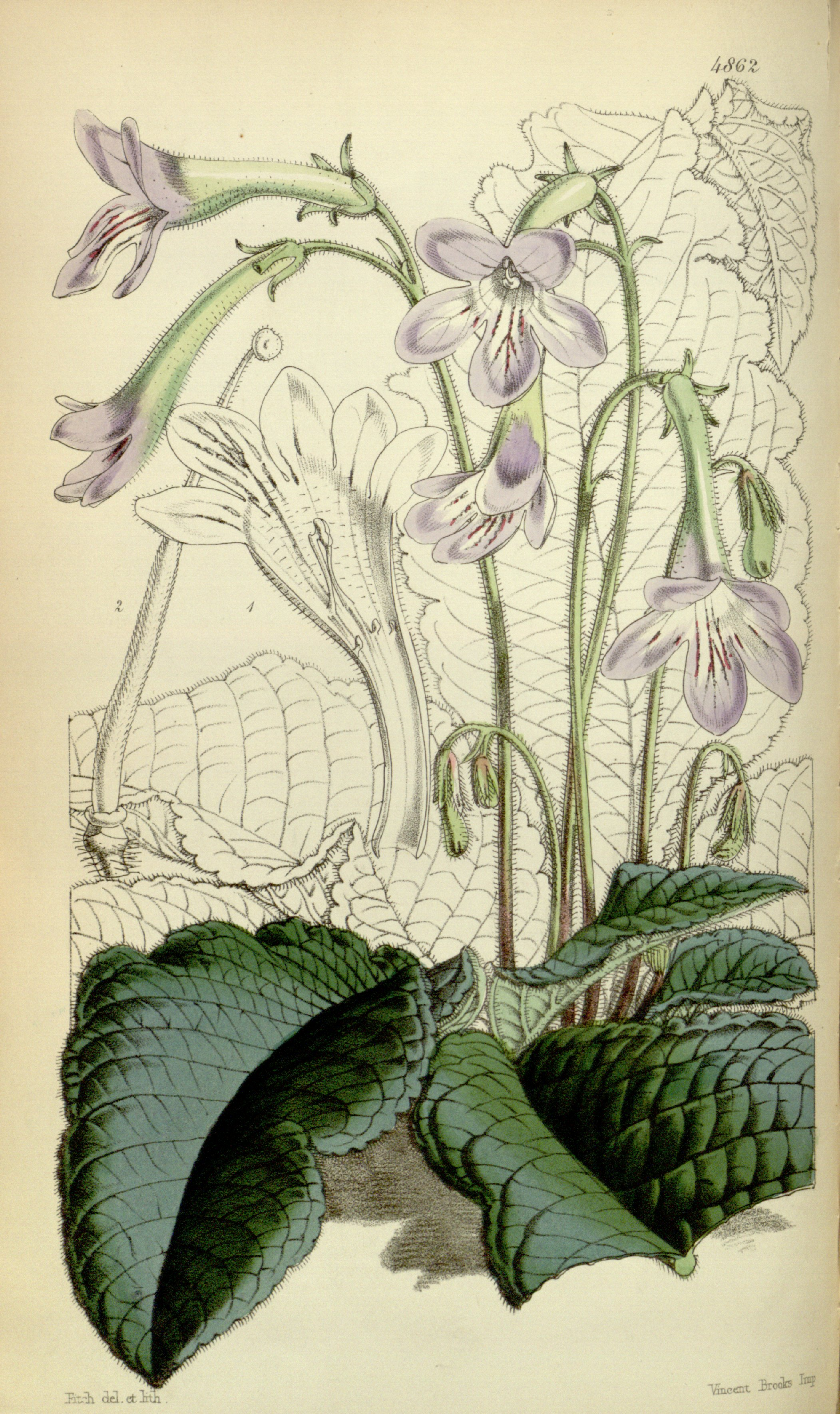